# Dente Feira de Publicações
Dente Feira de Publicações foi um evento anual voltado à produção independente e autoral que é realizado de 2015 a 2019 em Brasília.

## História
A Dente Feira de Publicações foi criada pelo coletivo Dente (formado por oito artistas brasilienses: Ana Terra Fensterseifer, Daniel Lopes, Heron P Nogueira, Livia Viganó, Lovelove6, Lucas Gehre, Diana Salu e Tais Koshino). O evento ocorre anualmente em Brasília desde 2015 e, além da feira com artistas independentes de todo o país, ainda tem uma programação de oficinas, mesas de debate e rodas de conversa.
A feira Dente possui ainda eventos menores derivados com o objetivo de estimular a formação de público, como as feiras Dente de Leite (semelhante à feira principal, mas de menor tamanho e apenas com autores locais), Feira 1,99 (com publicações independentes vendidas pelo preço simbólico de R$ 1,99) e as Olimpíadas de Zines (com diversas brincadeiras relacionadas à produção de fanzines).
Devido à pandemia de COVID-19, a Feira Dente de Publicações deixou de ser realizada a partir de 2020, ocorrendo neste ano, de forma on-line, apenas a premiação do Prêmio Dente de Ouro.

## Edições do evento
| No. | Data                     | Local                                           | Notas  |
| --- | ------------------------ | ----------------------------------------------- | ------ |
| 1   | 6 e 7 de junho de 2015   | Galeria da Faculdade de Artes Dulcina de Moraes | [ 6 ]  |
| 2   | 17 e 18 de junho de 2016 | Praça interna do Conic                          | [ 7 ]  |
| 3   | 17 de junho de 2017      | Praça interna do Conic                          | [ 8 ]  |
| 4   | 5 a 7 de julho de 2018   | Praça interna do Conic                          | [ 9 ]  |
| 5   | 5 a 8 de junho de 2019   | Espaço Cultural Renato Russo                    | [ 10 ] |

## Prêmio Dente de Ouro
Em 2016, os organizadores da Dente Feira de Publicações criaram o Prêmio Dente de Ouro, com o objetivo de premiar autores independentes nas categorias de melhor zine, melhor quadrinho e melhor publicação de arte, foto, design, experimental e/ou conceitual. As inscrições foram feitas através da internet e os vencedores foram escolhidos por um júri formado pelos membros do coletivo Dente.
A partir do ano seguinte, passaram a ser premiadas apenas as categorias de zine e quadrinhos. Além disso, passaram a ser convidadas três pessoas diferentes ligadas a cada tema para ser os jurados de cada edição. Em 2019 foi criada a categoria "Poesia", mas que durou apenas uma edição. Também em 2019, passou a existir uma política de isenção de taxas para pessoas negras e trans que quisessem se inscrever no prêmio.
Em 2020, por causa da pandemia de COVID-19, a Feira Dente de Publicações não foi realizada e o Prêmio Dente de Ouro foi feito de forma virtual, com os vencedores ganhando mil reais e um broche-troféu esculpido pela ceramista, fanzineira e quadrinista Julia Balthazar. Foi também a última edição do prêmio.

### Vencedores

#### 2016
| Categoria                                                      | Vencedor(es)                                                                             | Finalistas |
| -------------------------------------------------------------- | ---------------------------------------------------------------------------------------- | --- |
| Quadrinho                                                      | O Ateneu Mariana Paraizo - Mazô (independente)                                           | - Internet Friends (Julia Balthazar, Puiupo, Natália Schiavon e Rocío Landa / independente) - O Pintinho 2 (Alexandra Moraes / Lote 42) - Úlcera (Puiupo e Adonis / independente) - Patagônia (Tayla Nicoletti / Debaixo do Farol) |
| Zine                                                           | Visões Fantasmagóricas do Outro vol.1 Fernanda Vallois e Julia Bernardino, org. (Truque) | - Conic (Tauan Gon / independente) - Historinha de Café da Manhã (Ingrid Kita / independente) - Infestatio (Amanda Paschoal / independente) - Everyday Thoughts on Everyday Things (Rachel Denti / independente) - Fucked by a Stranger in the Dark (Max Pereira / independente) - As Pequenas Mortes (Fernanda Vallois / Truque) - Vomitório 5 (Guilherme Brandalise / independente) |
| Publicação de Arte, Foto, Design, Experimental e/ou Conceitual | Mineiros Cavam no Escuro Daniel Eizirik e João Kowacs (independente)                     | - Netuno (Thalita Perfeito / independente) - Da Silva (Mateus Forte / independente) - Vamos Colecionar Arte? (Kabe Rodríguez / independente) - Quelóide (Ana Rocha / Polvilho) |

#### 2017
| Categoria | Vencedor(es)                                    | Finalistas |
| --------- | ----------------------------------------------- | --- |
| Quadrinho | Magra de Ruim Sirlanney (Lote 42)               | - Fachadas (Rafael Sica / Lote 42) - Revista Antílope #2 (Luis Aranguri e Victor Gáspari / Antílope) - Incisivo (Lalo / independente) - É doce morrer no mar (Annima de Mattos / independente) |
| Zine      | 11 Real Charlene Cabral (Vendo Luzes e Meteoro) | - No Future (Ana Francotti / independente) - Selvagi (Xyk / independente) - Ituiutaba (Elisa Freitas / Criatura) - Farol (Coletivo Brutas / independente)                                      |

#### 2018
| Categoria | Vencedor(es)                                      | Finalistas |
| --------- | ------------------------------------------------- | --- |
| Quadrinho | Síncope Aline Zouvi (independente)                | - Cambria/Terreno/.exe (Paulo Crumbim / independente) - Indivisível (Marília Marz / independente) - Já Era (Felipe Parucci / Lote 42) - O Planta: Um bípede entre plantas (Gustavo Ravaglio / independente) - A Turma do Bighead (Marcela Lois / independente) |
| Zine      | Mulheres na Tatuagem Jupiter Coroá (independente) | - Bobagens Imperdíveis #12 (Aline Valek e Marcos Felipe / independente) - Cambria/Terreno/.exe (Paulo Crumbim / independente) - CHOCO PIE (Ing Lee / independente) - Errante (Ademir Luiz da Silva / independente) - Lubango, Namibe (Elisa Freitas / Criatura) - Margem (Vários autores / Cactus) - Paráfrase Urbano (Clivson David / independente) - Se Situe (Coletivo AUA e Stephanie Ribeiro / AUA) - Zoológica 2018 (Silvino Mendonça / Savant) |

#### 2019
| Categoria | Vencedor(es)                               | Finalistas |
| --------- | ------------------------------------------ | --- |
| Quadrinho | Hibernáculo Amanda Paschoal (independente) | - Raiz (Dudu Torres / independente) - Sua Voz (Flavushh / Coleção Des.Gráfica 2018) - Sam Tae Guk (Paty Baik, Monge Han e Ing Lee / Selo Pólvora) - Lume (Luiza Nasser / independente) - Partir (Grazi Fonseca / independente) - Tilt (Raquel Vitorelo / independente) - Cara-unicórnio (Adri. A / independente) - Me Leve Quando Sair (Jéssica Groke / independente) - O Vazio que nos Completa (Sergio Chaves e Allan Ledo / Marsupial Editora) |
| Zine      | Pés Pretos Cantam Sonhos Pedro Silva (AUA) | - </3 ("Coração partido") (Ellie Irineu / independente) - Eu Escolhi Esperar (Brutas / independente) - Hariken 87 (Rafa Moo / independente) - Lino - Fragmentos de uma existência simples (Ícaro Malveira / independente) - Pelos Pelos (Laryssa Gobbi / independente) - Máquina de fazer massacre (Ing Lee e Lucas Ero / independente) - Mulheres de punho erguido por Marielle ({Lp} press, org.) - Zine de Chat ou Ônzema Arte (Julia Balthazar e Flávia Briosch / independente) - AMÁ-LA (Ícaro Malveira / independente) - Animonas Fantásticas (Jupiter Coroá / independente) |
| Poesia    | Sangue Nanda Fer Pimenta (Pepê)            | - Ezequiel (Margô Paraíso / independente) - Lembranças Ancestrais (Carolina de Souza / independente) - Mil994 (Tatiana Nascimento / independente) - Pérola Marrom (Nina Ferreira / independente) - Te remeto uma carta violeta (Enrique Aue / independente) |

#### 2020
| Categoria | Vencedor(es)                                                  | Finalistas |
| --------- | ------------------------------------------------------------- | --- |
| Quadrinho | Pedra Pome Rogi Silva (independente)                          | - Fantasma (Lucas Teixeira / independente) - Este não é um lugar seguro (Guilherme Silveira / independente) - Silvestre (Wagner Willian / independente) - Você precisa dar um jeito na sua vida (Annima de Mattos / independente) - Hikari (Paola Yuu Tabata / independente) - Viagem em volta de uma ervilha (Sofia Nestrovski e Deborah Salles / independente) - Qualquer Silva (Tietbo / independente) - Onde foi parar (Gustavo Nascimento / independente) - Brisa Errada (Amanda Treze / independente) - Entre Cegos e Invisíveis (André Diniz / independente) |
| Zine      | Black Zine, Black Zone Gabriela de Jesus Nunes (independente) | - Tragos poéticos (Van San / independente) - Selva (Vibor4 / independente) - Pó de estrela (Sam Cora Isatto / independente) - Aqui, Antes (Erica Maradona / independente) - Vai não (Daniel Ianae / independente) - Vão: um lançar de dados (Letícia Miranda / independente) - Horário anti-horário (Nicholas Steinmetz / independente) - Residência (Ricardo Rodrigues / independente) - Goji Berry (Maíra Valério, org. / independente) - Comigo-ninguém-pode (Imyra Isipon / independente)                                                                       |